# Arachnanthus oligopodus
Arachnanthus oligopodus (Cerfontaine, 1891) è una specie di celenterato antozoo della famiglia Arachnactidae.

## Descrizione
Corpo di colore bianco-grigio, traslucido, striato in marrone-rosso. Tentacoli lunghi, dello stesso colore del corpo e con le stesse striature; i tentacoli orali, più corti, sono rossi.

## Biologia
È un animale notturno, fotofobico, che di giorno si insabbia interamente. Di notte estende i tentacoli per catturare crostacei ed invertebrati.

## Distribuzione e habitat
Specie cosmopolita, rara, vive nel Mar Mediterraneo (più frequentemente nella fascia meridionale), nell'Oceano Pacifico e nel Mar Rosso su fondali sabbiosi oltre i 30 metri di profondità e fino a circa 80.